# IFK Mariehamn
IFK Mariehamn je finski nogometni klub iz grada Mariehamna koji se nalazi u autonomnoj pokrajini Åland. Klub je osnovan 1919. godine, a u natječe se u prvom razredu nogometnih natjecanja u Finskoj – Veikkausliigi. Klub u svojoj riznici ima osvojeno prvenstvo 2016. godine te su postali prvi otočni tim u Finskoj kojem je to uspjelo, a imaju i jedan finski kup. Igraju na stadionu Wiklöf Holding Arena koji može primiti 1.650 gledatelja.

## Vanjske poveznice
- Službene stranice kluba